# Buttapietra
Buttapietra är en ort och kommun i provinsen Verona i regionen Veneto i Italien. Kommunen hade 7 048 invånare (2018).